# Своп-угода
Угоди типу своп — комбінація двох протилежних конверсійних операцій на однакову суму з фіксованим курсом.
Види свопів:

1.Ванільний своп — стандартний своп, укладений між двома партнерами без жодних додаткових умов.

2.Амортизуючий своп — своп, укладений між двома партнерами, передбачена сума якого рівномірно зменшується з наближенням дати закінчення угоди.

3.Зростаючий своп — своп, укладений між двома партнерами, передбачена сума якого рівномірно збільшується з наближенням дати закінчення угоди.

4.Структурований своп (складний) — своп, в якому беруть участь кілька сторін і, як правило, кілька валют.

5.Активний своп — своп, який змінює існуючий тип процентної ставки активу на інший (наприклад, фіксовану ставку на плаваючу).

6.Пасивний своп — своп, який змінює існуючий тип процентної ставки зобов'язань на інший.

7.Форвардний своп — своп, укладений сьогодні, але який розпочинається через певний проміжок часу.

8.Свопціон — комбінація свопу та опціона.
Типи свопів:

1.Валютні свопи — операції з обміну фіксованих валютних курсів на плаваючі.

2.Процентні свопи — операції з обміну валюти з фіксованою процентною ставкою проти плаваючої ставки, або ж із плаваючою ставкою проти плаваючої, але в іншому режимі.

3.Валютно-процентні свопи — комбінації вищезгаданих свопів.

4.Диференційні свопи — свопи з нетто платежем однієї сторони на користь іншої при укладанні угоди.

5.Процентний своп — обмін процентними платежами, нарахованими в одній валюті з передбаченої суми за завчасно встановленими процентними ставками протягом визначеного періоду.